# Bernd-Ulrich Hergemöller
Bernd-Ulrich Ludwig Hergemoller, né le 22 octobre 1950 à Münster et mort le 14 octobre 2023 dans la même ville, est un historien allemand.
Après avoir obtenu son diplôme du lycée de la ville de Münster, Bernd-Ulrich Hergemöller étudie la théologie catholique, la philosophie et l'histoire à Münster. En 1978, il reçoit son doctorat sous la direction de Heinz Stoob sur la Bulle d'or de l'empereur Charles IV de 1356. Il s'habilite en 1984 avec un travail inspiré de Stoob sur le thème des guerres cléricales dans la région hanséatique de la fin du Moyen Âge. Il est ensuite chargé de cours privé à Münster et, de 1992 à 1996, chargé de cours à l'Université de la Ruhr à Bochum. Depuis 1996, il est titulaire de la chaire du Moyen Âge au Département d'histoire de l'Université de Hambourg. Le 1er novembre 2012, il prend sa retraite pour des raisons de santé.
Au total, Hergemöller publie environ 300 publications. L'un de ses principaux domaines de recherche est dans le domaine de l'histoire sociale urbaine avec une attention particulière aux groupes marginaux, un autre est l'histoire impériale et constitutionnelle de la fin du Moyen Âge.
Hergemöller est un conseiller non partisan de la ville de Münster (1984-1987) et membre de la Commission historique du Mecklembourg (de).

## Publications
- Pfaffenkriege im spätmittelalterlichen Hanseraum. Quellen und Studien zu Braunschweig, Osnabrück, Lüneburg und Rostock. Böhlau, Köln 1988,  (ISBN 3-412-04487-3)
- als Herausgeber: Randgruppen der spätmittelalterlichen Gesellschaft. Ein Hand- und Studienbuch. Fahlbusch, Warendorf 1990,  (ISBN 3-925522-07-7). Neu bearbeitete (3.) Ausgabe 2001,  (ISBN 3-925522-20-4).
- Cogor adversum te. Drei Studien zum literarisch-theologischen Profil Karls IV. und seiner Kanzlei (= Studien zu den Luxemburgern und ihrer Zeit. Band 7). Fahlbusch, Warendorf 1999,  (ISBN 3-925522-18-2).
- als Herausgeber: Quellen zur Verfassungsgeschichte der deutschen Stadt im Mittelalter (= Ausgewählte Quellen zur deutschen Geschichte des Mittelalters. Band 34). Wissenschaftliche Buchgesellschaft, Darmstadt 2000,  (ISBN 3-534-06864-5).
- Masculus et femina. Systematische Grundlinien einer mediävistischen Geschlechtergeschichte. HHL-Verlag, Hamburg 2001,  (ISBN 3-936152-01-2). Überarbeitete und aktualisierte 2. Auflage 2005,  (ISBN 3-936152-05-5).
- Schlaflose Nächte. Der Schlaf als metaphorische, moralische und metaphysische Größe im Mittelalter. HHL-Verlag, Hamburg 2002,  (ISBN 3-936152-02-0).
- Magnus versus Birgitta. Der Kampf der heiligen Birgitta von Schweden gegen König Magnus Eriksson. HHL-Verlag, Hamburg 2003,  (ISBN 3-936152-03-9).
- als Bearbeiter: Hans Blüher (1888–1955). Annotierte und kommentierte Biobibliographie (1905–2004). HHL-Verlag, Hamburg 2004,  (ISBN 3-936152-04-7).
- Die Kindlein spotten meiner schier. Quellen und Reflexionen zu den Alten und zum Vergreisungsprozess im Mittelalter. HHL-Verlag, Hamburg 2006,  (ISBN 3-936152-06-3).
- Die Freunde des Bösen. Malographie, schwarze Legende und Hate Crime im Mittelalter. HHL-Verlag, Hamburg 2007,  (ISBN 978-3-936152-07-4).
- Weisheitspacht. Aphorismen von A(llein) bis Z(ynisch). HHL-Verlag, Hamburg 2009,  (ISBN 978-3-936152-09-8).
- Promptuarium ecclesiasticum medii aevi. Umfassendes Nachschlagewerk der mittelalterlichen Kirchensprache und Theologie. Peter Lang, Frankfurt am Main u. a. 2011,  (ISBN 978-3-631-61958-2).
- mit Nicolai Clarus: Glossar zur Geschichte der mittelalterlichen Stadt. Peter Lang, Frankfurt am Main u. a. 2011,  (ISBN 978-3-631-61957-5).
- Uplop – Seditio. Innerstädtische Unruhen des 14. und 15. Jahrhunderts im engeren Reichsgebiet. Schematisierte vergleichende Konfliktanalyse (= Studien zur Geschichtsforschung des Mittelalters. Band 28). Kovač, Hamburg 2012,  (ISBN 978-3-8300-6287-5).
- Prager Köpfe. Von Karl IV. bis Jan Hus. Dichter und Denker des „goldenen Zeitalters“ in 25 Biogrammen. HHL-Verlag, Hamburg 2014,  (ISBN 978-3-936152-12-8).
- Facta ficta. Zur Realität des Irrealen vom Mittelalter bis heute. HHL-Verlag, Hamburg 2015,  (ISBN 978-3-936152-13-5).